# E18号線
E18号線 (E18ごうせん、英: European route E18) はイギリスからノルウェー、スウェーデン、フィンランドを経てロシアのサンクトペテルブルグに至る、北ヨーロッパを東西に走っている欧州自動車道路のAクラス幹線道路。

## 経路

### 経過する主要都市
- イギリス
  - ベルファスト - ラーン - 海路 - ストランラー - グレットナ - カーライル - ニューカッスル
- ノルウェー
  - クリスチャンサン - アーレンダール - ポールスグルン - ラルヴィク - サンネフヨル - ホーテン - ドランメン - オスロ - アシーム
- スウェーデン
  - カールスダート - エレブルー - ヴェステロース - ストックホルム / カペルシャー
- フィンランド
  - マリエハムン - 海路 - トゥルク / ナーンタリ - ヘルシンキ - コトカ - ヴァーリマー
- ロシア
  - ヴィボルグ

## ギャラリー

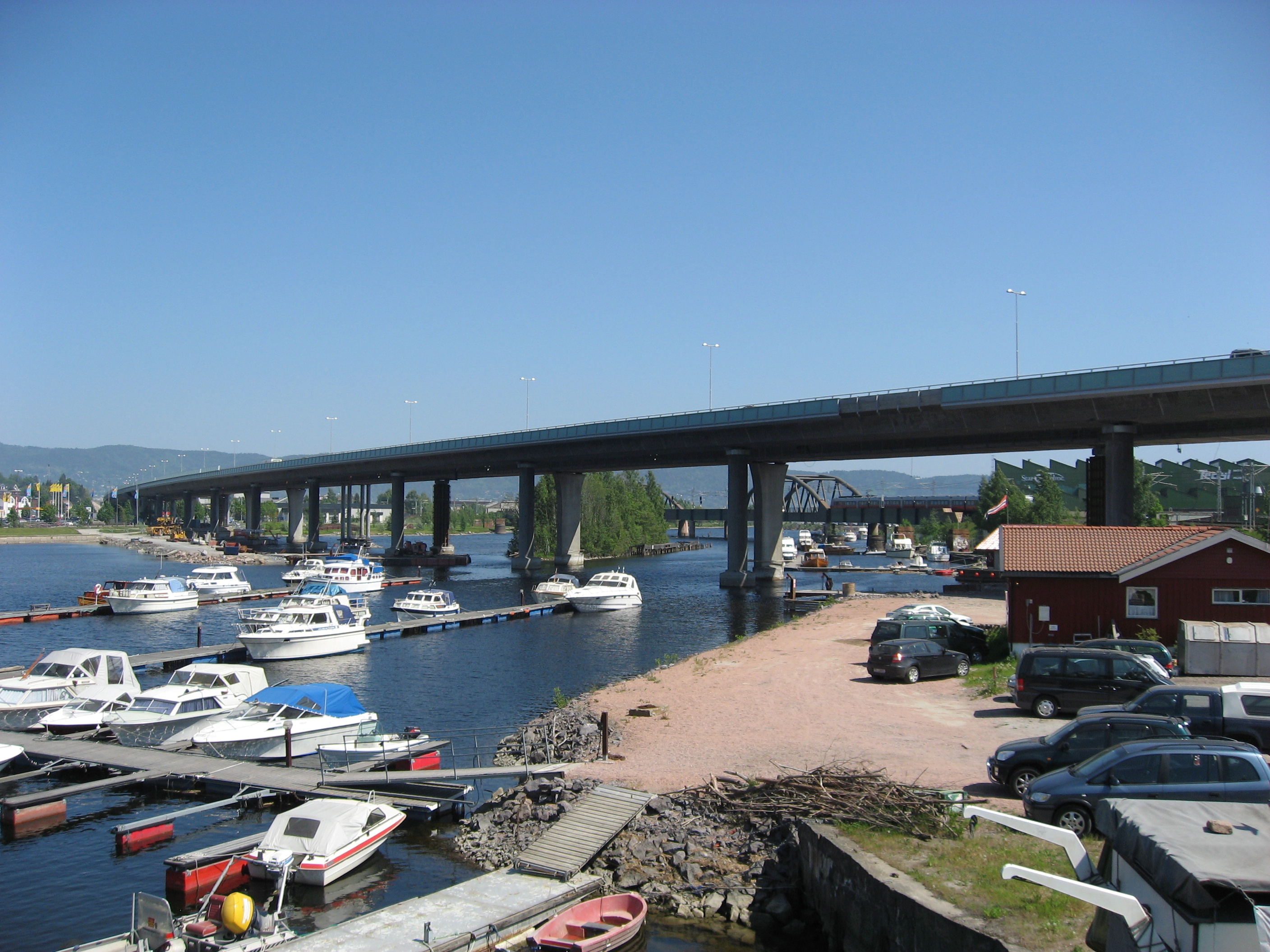
ノルウェーのドランメン橋

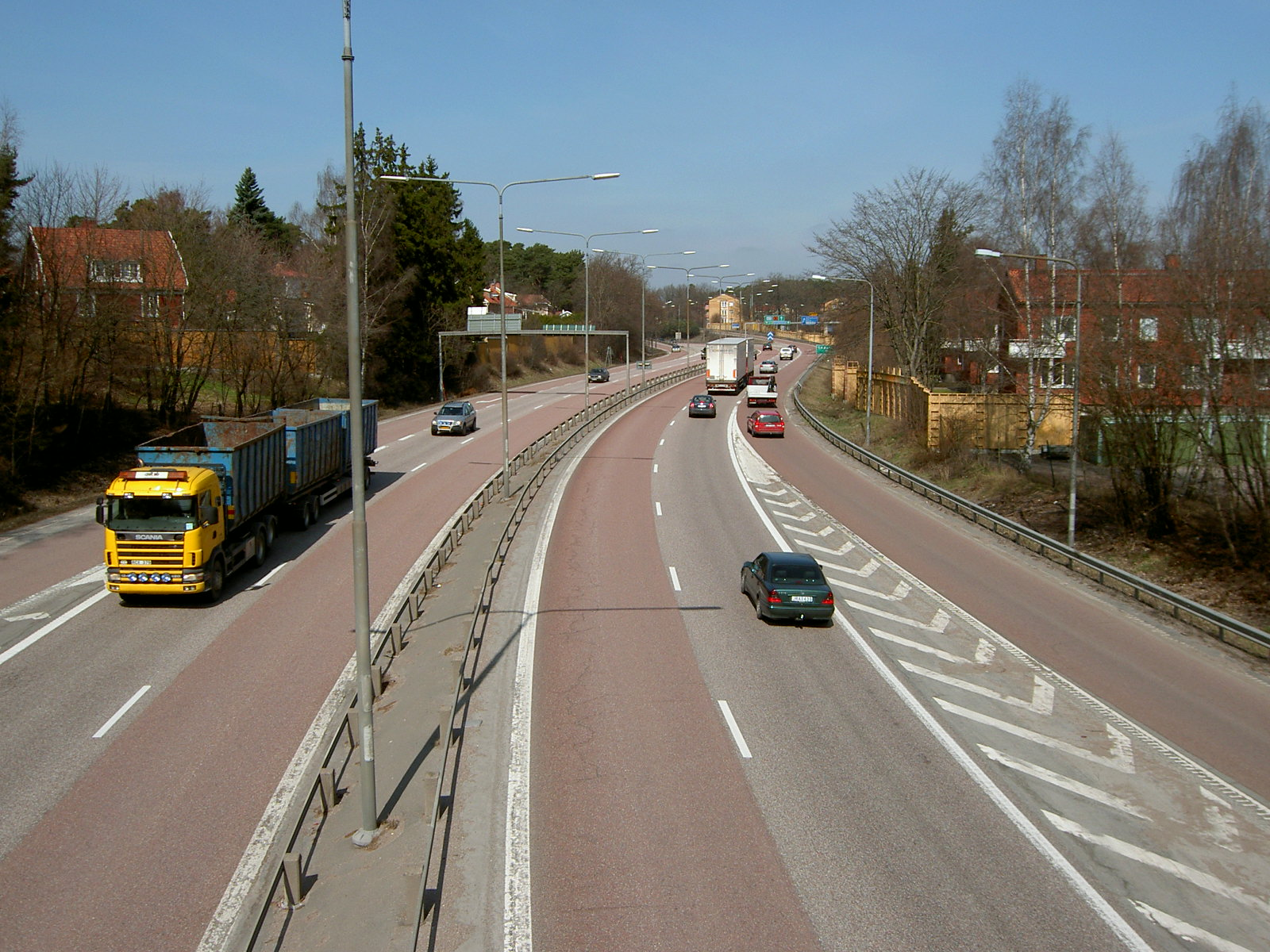
スウェーデン国内の様子

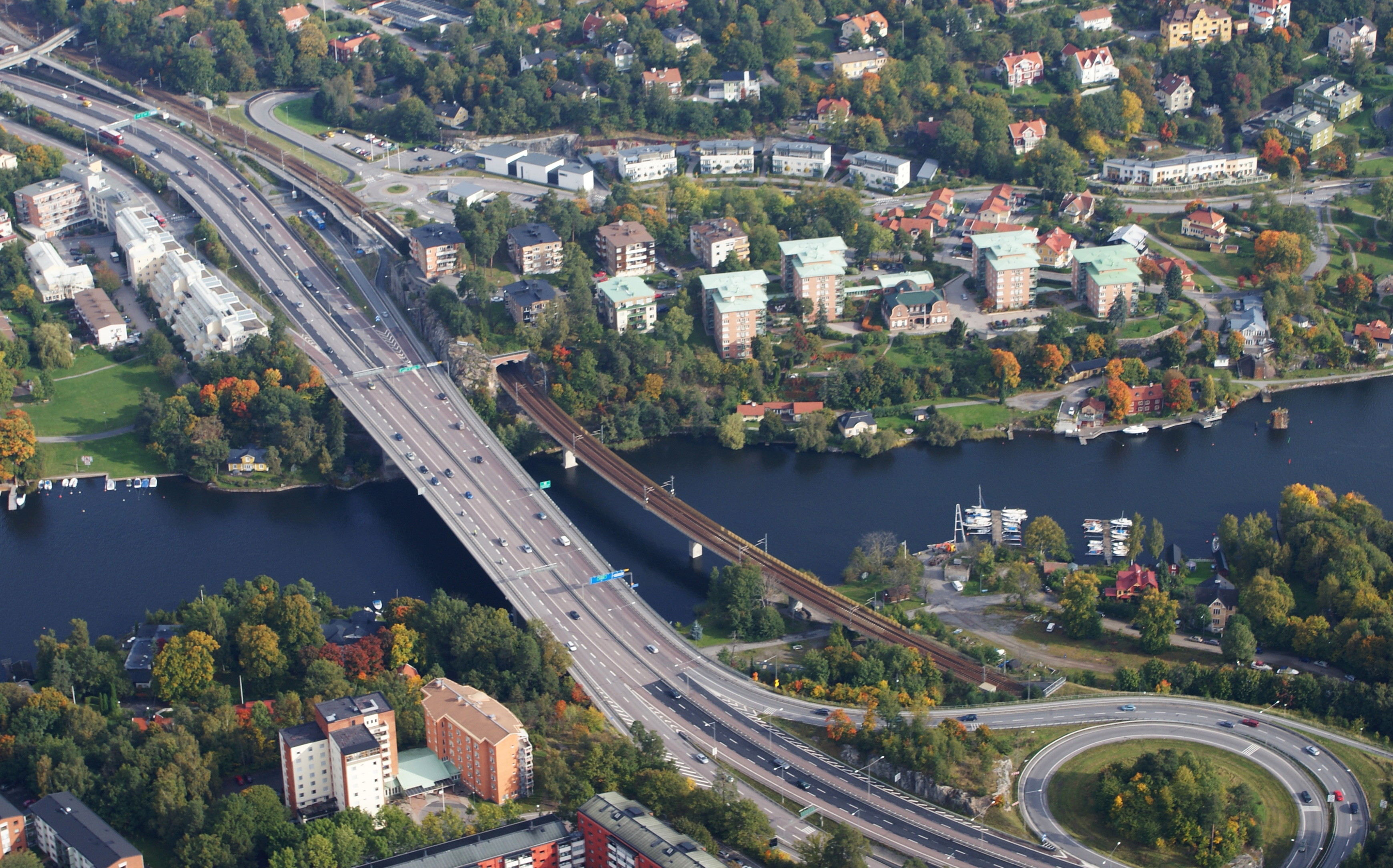
ストックホルム付近

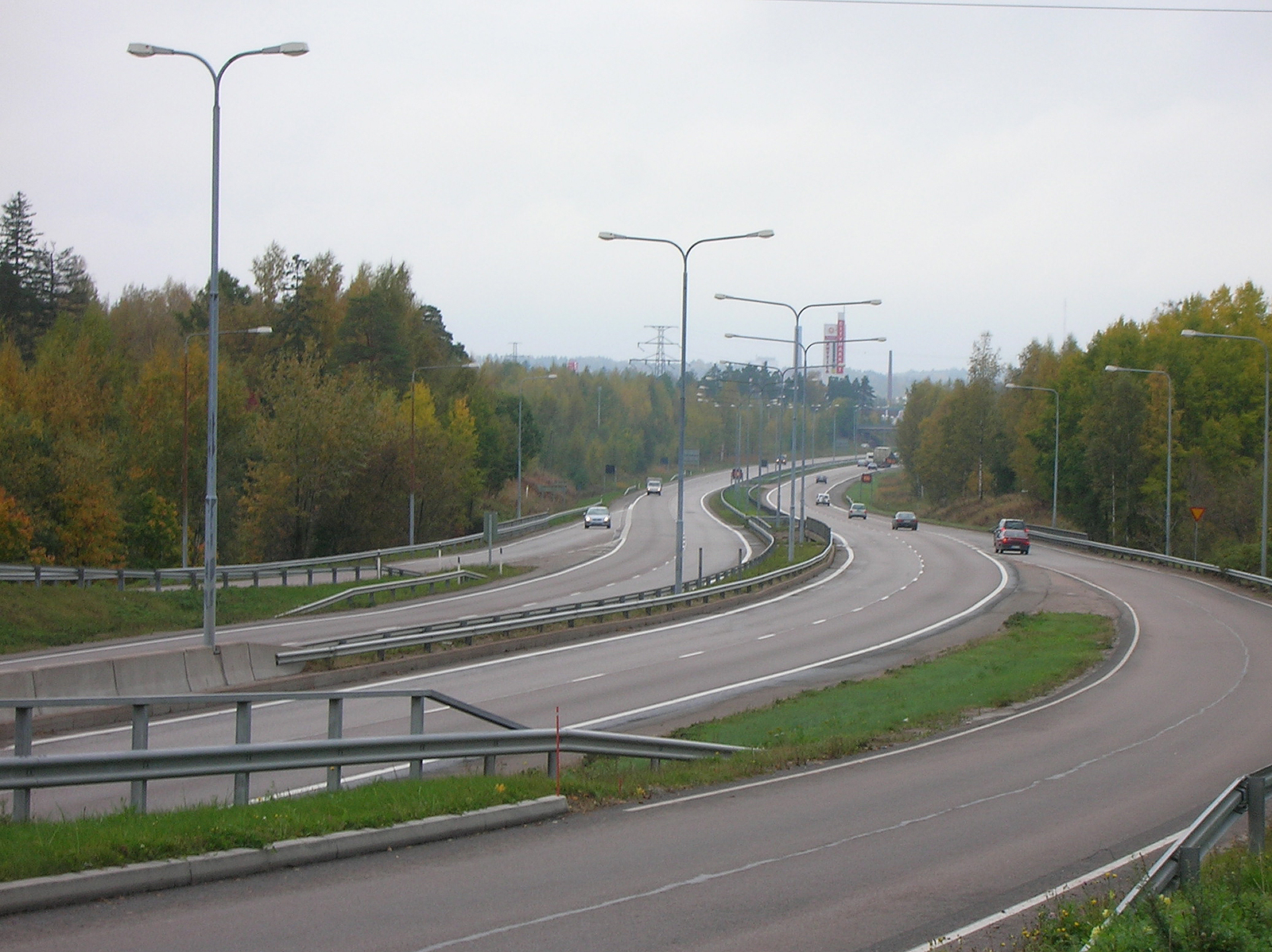
コトカ付近